# London Roar
Le London Roar est une équipe de nageurs professionnels basée à Londres, au Royaume-Uni, et qui participe à l'International Swimming League depuis sa création en 2019.